# 베르너 콜마이어
베르너 콜마이어(독일어: Werner Kohlmeyer, 1924년 4월 19일~1974년 3월 26일)는 독일의 전 축구 선수로, 현역 시절 측면 수비수로 활약했다.
그는 1954년 월드컵에 서독 국가대표팀 일원으로 참가해 우승을 거두었다. 그는 총 22번의 서독 국가대표팀 경기에 출전했다. 그는 1941년부터 1957년까지 카이저슬라우테른의 선수로 활약했다.

## 경력
콜마이어는 카이저슬라우테른 출신이다.
건장한 콜마이어는 득점선 바로 앞에서 걷어내는 수비로 알려져 있는데, 특히 1954년 월드컵의 유고슬라비아전의 승부처에서 몇 차례 몸을 날려 독일 골문으로 들어가는 공을 막아세웠다. 콜마이어는 1954년 월드컵 결승전에서 치보르 졸탄이 찬 공을 막아냈다.
콜마이어는 독일 리그를 1951년과 1953년에 카이저슬라우테른 소속으로 치렀다. 콜마이어는 독일 국가대표팀 말년인 1954년 12월 1일에 웸블리에서 벌어진 서독과 잉글랜드 간 경기에서 스탠리 매슈스를 상대했다. 콜마이어는 이 경기에서 매슈스를 막아내는데 실패했고, 완전히 밀렸지만, 평정심을 잃지 않고 매슈스를 한 차례의 반칙도 없이 끊어냈다. 그에 따라, 그는 수비적 신뢰성 외에도 공정한 경기에 임하는 태도로 제프 헤어베어거 서독 국가대표팀 감독으로부터 찬사를 들었다.
콜마이어는 1957년까지 카이저슬라우테른의 주전으로 활약했다. 은퇴 후, 그는 이혼과 세 자식과의 연락 두절은 물론 알코올 의존증과 빈곤에 시달렸다. 그는 기초 수급 복지로 연명하며 마인츠에서 신문 보도사의 방문 배달원으로 근무했다. 그는 향년 49세로 하인츠-몸바흐에서 심부전증으로 영면에 들었다.